# Nicolaus Matz

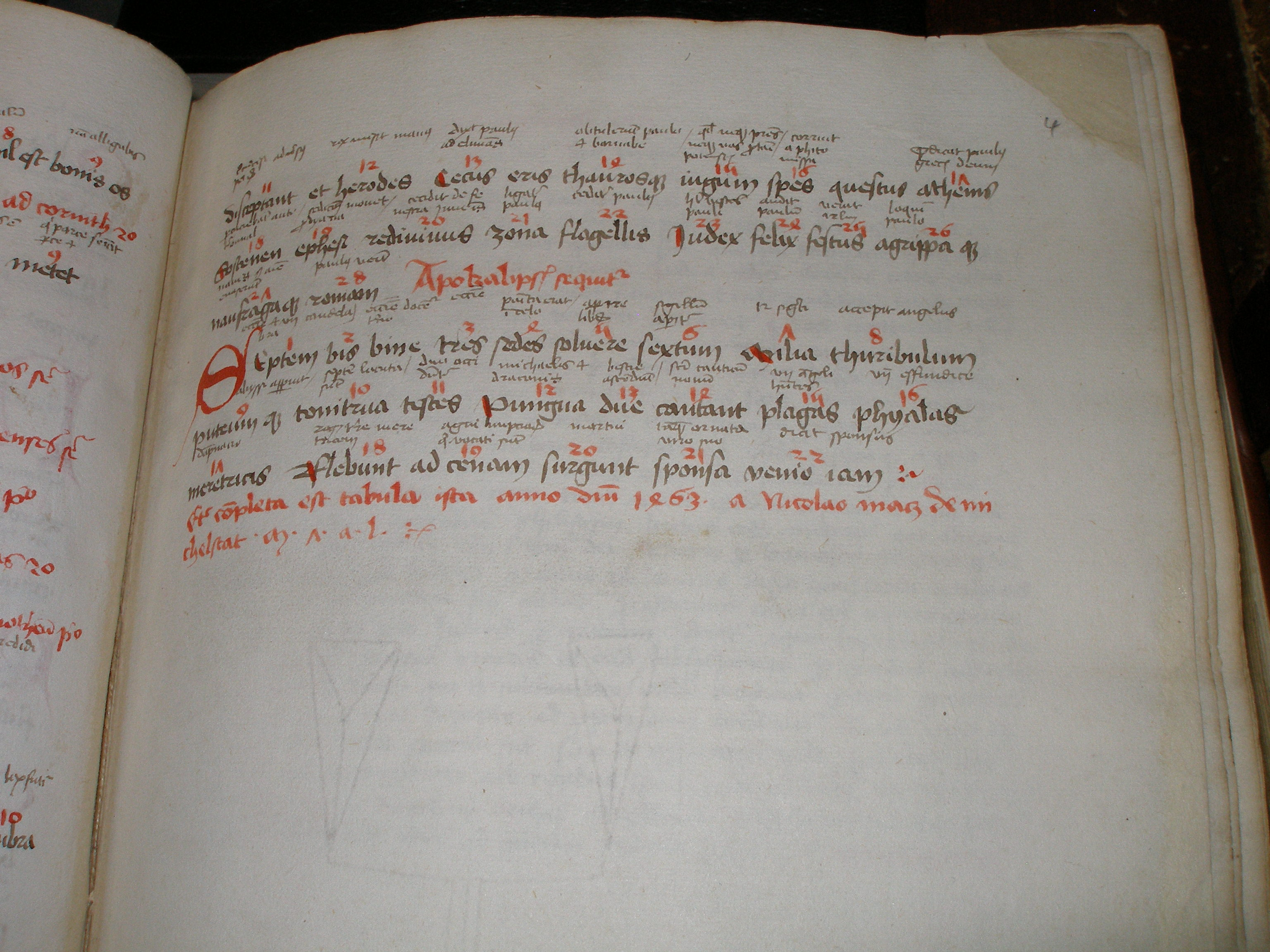
Eigenhändiger Eintrag von Matz

Nicolaus Matz (* um 1443 in Michelstadt; † 23. November 1513 in Speyer) war Rektor der Universität Freiburg und Domherr in Speyer. 1499 stiftete er seiner Heimatstadt Michelstadt 117 Bücher, die den Grundstock der nach ihm benannten Nicolaus-Matz-Bibliothek bildeten.

## Leben
Nicolaus Matz begann 1457 an der Universität Wien sein Studium, 1459 erreichte er den Grad eines Magisters der freien Künste. 1469 beendete er das Studium der Theologie. Zu dieser Zeit war er auch Priester der Diözese Passau, wechselte jedoch noch im selben Jahr an die Universität Freiburg im Breisgau, wo er 1470 Dekan der philosophischen Fakultät sowie Bibliothekar der Artistenfakultät wurde. Dieses Amt legte er jedoch bereits 1471, wohl wegen Unregelmäßigkeiten bei den Abrechnungen, nieder. 1473 folgte die Aufnahme in den Rat der theologischen Fakultät, 1475 wurde er Rektor der Universität. 1478 bat er um Entlassung aus dem Dienst.
Von seinem weiteren Leben ist nur wenig überliefert, in Urkunden von 1499 und 1508 wird er als Sexpräbendar des Domstifts Speyer aufgeführt (das waren neben den adligen Domherren eingesetzte sechs nichtadlige Kleriker, denen ebenfalls eine Pfründe verliehen war, und die die Gottesdienste zu halten hatten).

## Nicolaus-Matz-Bibliothek (Kirchenbibliothek) Michelstadt

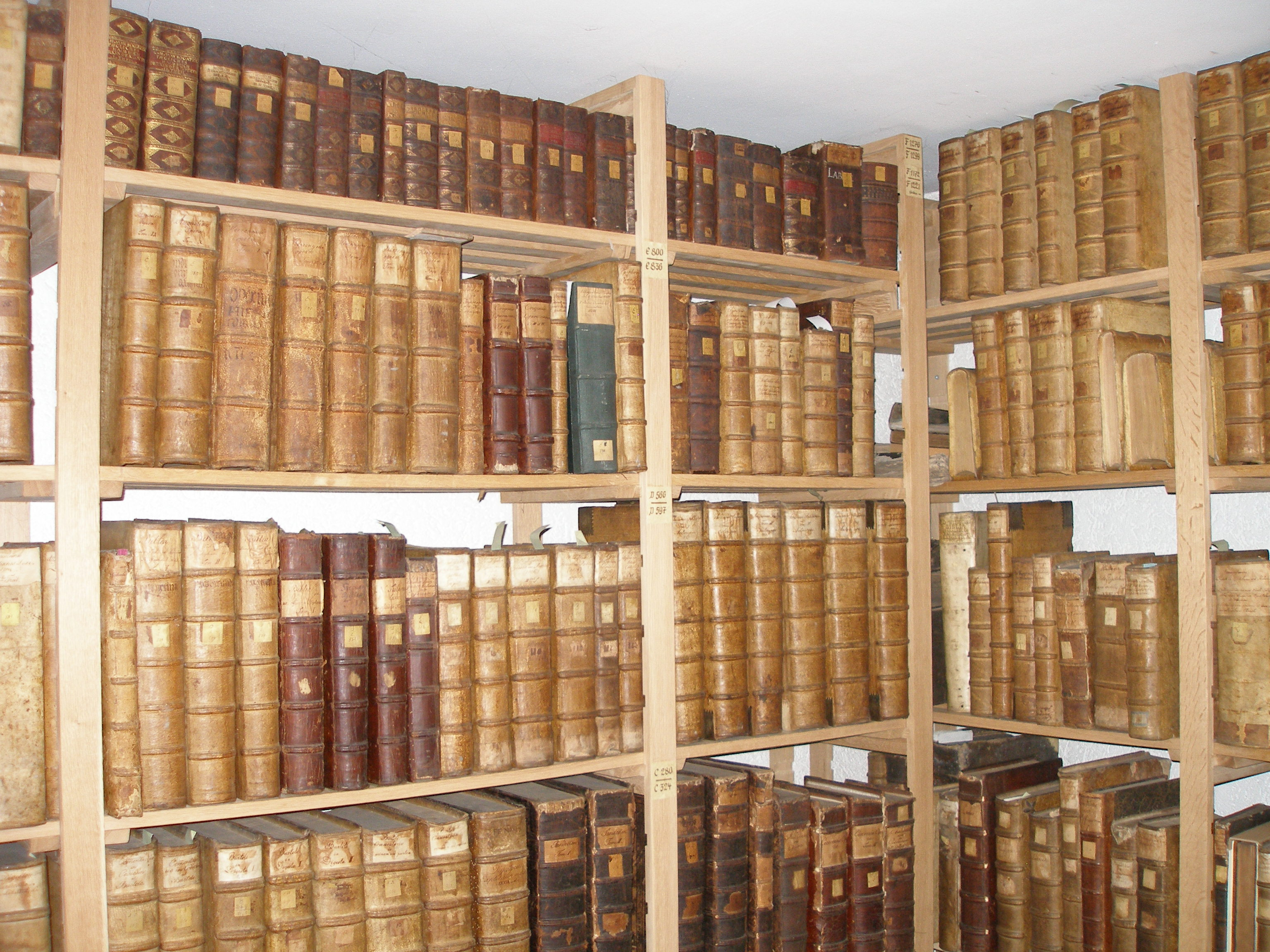
Aufstellung der Matz-Bibliothek 2013

Am 8. Dezember 1499 stiftete Matz seiner Heimatstadt Michelstadt 117 gebundene Bücher. Die Bücher sollten nach seinem Wunsch jedem „der da gelehrt ist“ zur Verfügung stehen. Die Inhalte waren theologischer Natur. Die Stiftung war als sogenannte Kettenbibliothek ausgelegt, die Bücher waren mit Ketten an der Decke befestigt, um sie vor Diebstahl zu sichern.
Die Bibliothek wurde in den folgenden Jahrhunderten, hauptsächlich durch die Grafen von Erbach, zunächst stetig erweitert. Die letzte Ergänzung stammt von 1789. Seitdem umfasst die Bibliothek über 4000 Bücher, davon ca. 172 Inkunabeln.
Bis zur Fertigstellung der Michelstadter Stadtkirche waren die Bücher im Kerner, nahe der Stadtkirche, untergebracht, danach kamen sie in die Sakristei der Stadtkirche und um 1900 in das Turmzimmer. 1978 zog die Bibliothek vom Turmzimmer in die renovierte Thurn-und-Taxis-Postscheune um. Sie steht unter der Obhut der Stadt und kann nach Absprache besichtigt werden.

## Ausgaben und Übersetzungen
- Martin Hellmann (Hrsg.): Circa inicium Algorismi. Die Algorismus-Vorlesung von Nicolaus Matz. Stadt Michelstadt, Michelstadt 2006, ISBN 3-924583-46-3 (kritische Edition mit Übersetzung).